# Malcolm Gladwell
Malcolm Gladwell (Gosport, 3 de setembro de 1963) é um jornalista britânico, criado no Canadá, e atualmente vivendo em Nova Iorque. É colunista da The New Yorker desde 1996. É mais conhecido como o autor dos livros O Ponto da Virada, Blink, O Que Se Passa na Cabeça dos Cachorros e outras aventuras (Brasil) ou O Que o Cão Viu e outras histórias (Portugal), Fora de Série: Outliers e Davi e Golias.

## Vida pessoal
Embora tenha nascido no Reino Unido, Gladwell foi criado em Elmira, no Canadá, e licenciou-se em História pela Universidade de Toronto em 1984.
Durante os seus anos de ensino secundário, Gladwell foi um excelente atleta de meio-fundo, e ganhou o título da prova 1500m Midget Boys, no campeonato da secundário de Ontário (Kingston, Ontario), num duelo com o eventual detentor do record canadense em Open, David Reid.

## Carreira
Gladwell começou a carreira na The American Spectator, uma revista mensal. De  1987 a 1996, foi escritor científico, e mais tarde chefe do escritório de Nova Iorque do The Washington Post. Atualmente é colunista na The New Yorker.
Os seus livros The Tipping Point (2000) e Blink (2005) foram bestsellers internacionais. Ambos os trabalhos foram substancialmente serializados na The New Yorker. Gladwell recebeu um adiantamento de um milhão de dólares para o The Tipping Point, que acabou por vender mais de dois milhões de cópias no país. Blink vendeu igualmente bem. As vendas dos livros fizeram de Gladwell um orador público de sucesso, cobrando mais de 40 mil USD por aparição.
O seu mais recente livro, Outliers: The Story of Success, foi lançado em 18 de Novembro de 2008. Aquilo que mais surpreende Gladwell são os métodos banais que as pessoas de sucesso utilizam para serem bem sucedidas, como trabalho árduo e a aquisição estável de vantagens. Resumidamente, para ter sucesso: a) Faça trabalho que tenha significado e seja inspiracional para si; b) trabalhe arduamente e c) lembre-se que a recompensa merecida depende do esforço que fizer para alcançá-la.

## Honras
Em 2005, Time nomeou Malcolm Gladwell uma das 100 pessoas mais influentes. Ele é autor de dois bestsellers do New York Times.
Em 2007, recebeu o Award for Excellence in the Reporting of Social Issues da American Sociological Association.
Também em 2007, Gladwell recebeu o diploma honorário de Doctor of Letters da Universidade de Waterloo.

## Trabalhos
Os livros e artigos de Gladwell normalmente lidam com as implicações do inesperado que ocorre da pesquisa nas ciências sociais, e faz frequentemente uso extenso de trabalho académico, particularmente nas areas da  sociologia, psicologia, e psicologia social.
O primeiro trabalho de Gladwell, The Tipping Point, discute as potenciais implicações massivas de eventos sociais de pequena escala, enquanto o segundo livro, Blink, explica como o subconsciente humano interpreta eventos ou pistas, e  como as experiências passadas permitem às pessoas a rápida tomada de decisões informadas.

## Obras
- The Tipping Point: How Little Things Can Make a Big Difference (2000). Little, Brown and Company. ISBN 0316316962 e ISBN 978-0316316965. Edição brasileira: O Ponto da Virada: Como Pequenas Coisas Podem Fazer uma Grande Diferença (2009). Sextante. Edição portuguesa: A chave do sucesso (2007), Dom Quixote, tradução: José Couto Nogueira.
- Blink: The Power of Thinking Without Thinking (2005). Little, Brown and Company. ISBN 0-316-17232-4. Edição brasileira: Blink: A Decisão num Piscar de Olhos (2005). Rocco. Edição portuguesa: Blink! (2006), Dom Quixote, tradução: José Couto Nogueira.
- Outliers: : The Story of Success (2008). Little, Brown, and Company. ISBN 978-0-316-01792-3. Edição brasileira: Fora de Série: Outliers (2008). Sextante. Tradução: Ivo Korytowski. Edição portuguesa: Outliers: a história do sucesso (2012), Dom Quixote, tradução: Manuel Marques.
- What the Dog Saw: And Other Adventures (2009). Little, Brown and Company. ISBN 978-0316075848. Edição brasileira: O Que Se Passa na Cabeça dos Cachorros e outras aventuras (2010). Sextante. Tradução: Ivo Korytowski. Edição portuguesa: O Que o Cão Viu e outras histórias (2010), Dom Quixote, tradução: Isabel Veríssimo.
- David and Goliath: Underdogs, Misfits, and the Art of Battling Giants (2013). Little, Brown and Company. ISBN 0316204366 e ISBN 978-0316204361. Edição brasileira: Davi e Golias: A Arte de Enfrentar Gigantes (2014). Sextante. Tradução: Ivo Korytowski. Edição portuguesa: David e Golias : a arte de combater os mais fortes (2014), Dom Quixote, tradução: João Van Zeller.
- Talking to Strangers: What We Should Know About the People We Don't Know (2019). Little, Brown & Co. ISBN 978-0-316-47852-6.
- The Bomber Mafia: A Dream, a Temptation, and the Longest Night of the Second World War (2021). Little, Brown & Co. ISBN 978-0-316-29661-8.